# Muurola vasútállomás
Muurola vasútállomás Finnországban, Rovaniemi településen található.

## Vasútvonalak
Az állomást az alábbi vasútvonalak érintik:
- Kemi–Kandalakscha-vasútvonal

## Kapcsolódó állomások
A vasútállomáshoz az alábbi állomások vannak a legközelebb:
- Koivu railway station (délnyugat)
- Rovaniemi vasútállomás (északkelet)